# Piero Del Tovaglia

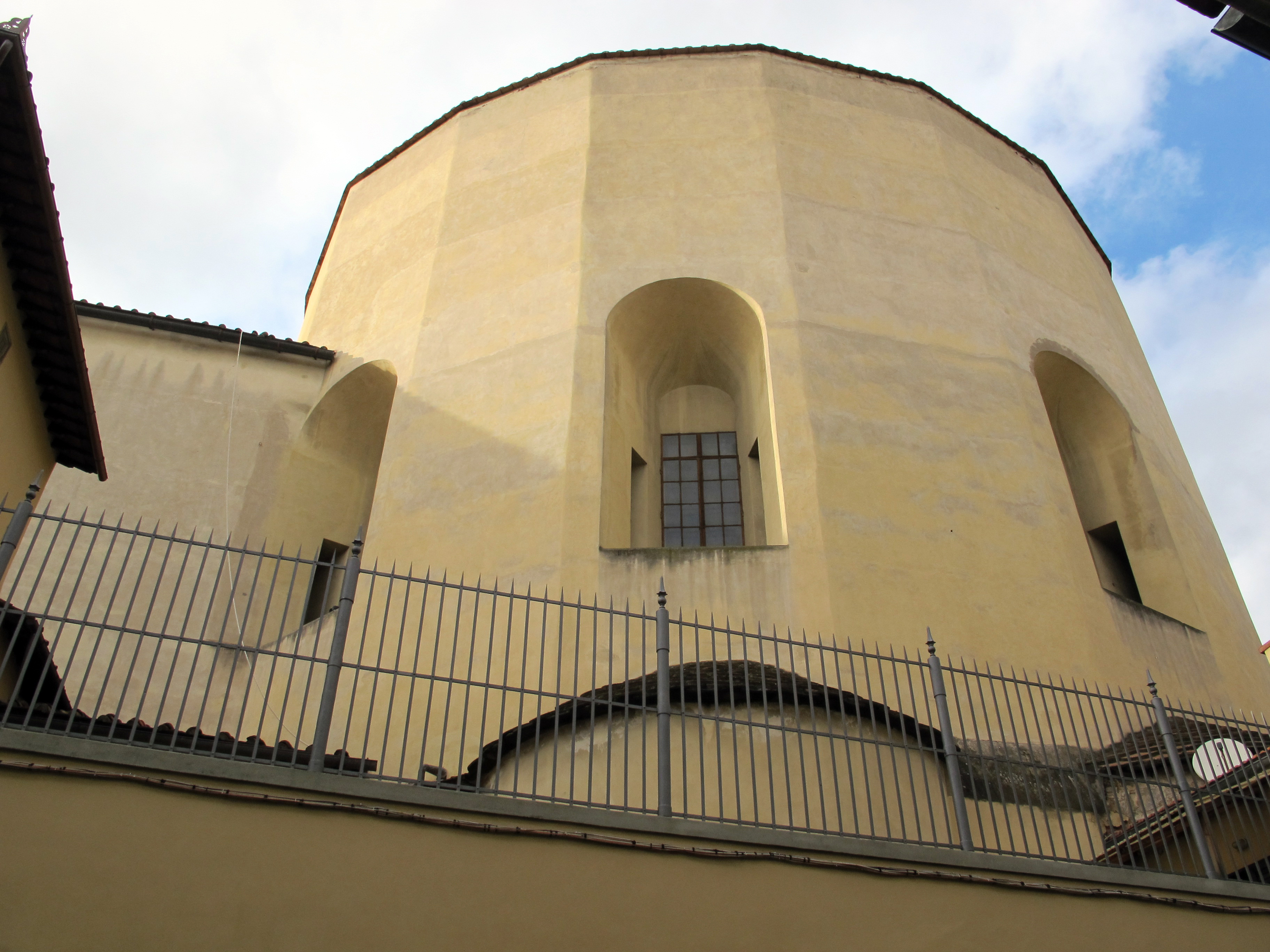
Firenze, tribuna della Basilica della Santissima Annunziata

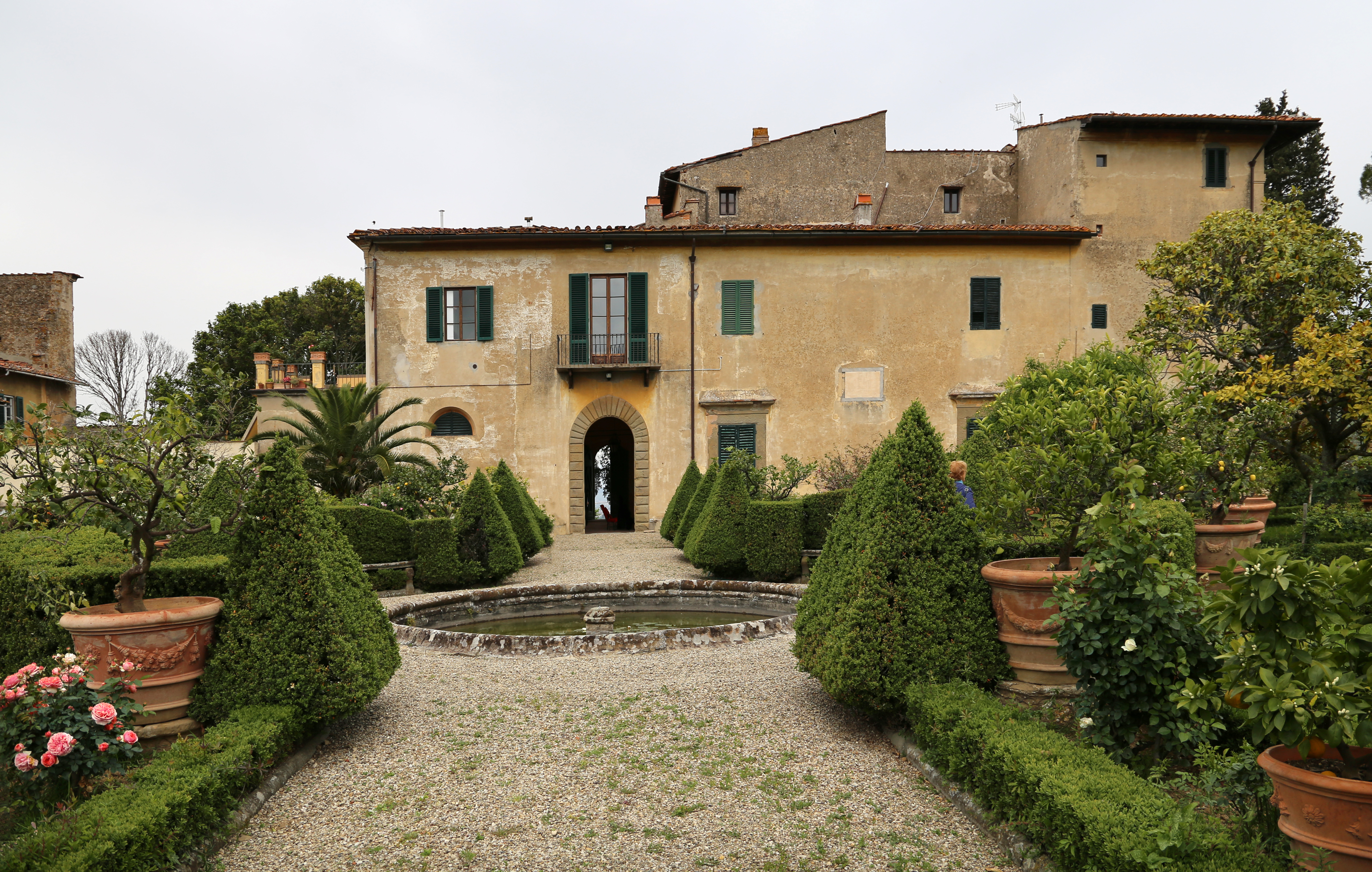
Firenze, villa La Bugia

Piero Del Tovaglia (Firenze, 1424 circa – 1487) è stato un nobile e mercante italiano.

## Biografia
Piero di Lapo Del Tovaglia nacque nel 1424 circa nella nobile famiglia fiorentina Del Tovaglia, sostenitrice dei Medici. Intorno al 1450 venne in contatto con la famiglia Gonzaga di Mantova, che acquistò da Piero dei prodotti tessili.
Nel 1473 divenne priore della città e tesoriere e procuratore a Firenze del marchese di Mantova Ludovico III Gonzaga, quando il marchese finanziò la costruzione della tribuna della Basilica della Santissima Annunziata a Firenze. Fu il fondatore della Cappella della Risurrezione nella basilica stessa e venne a contatto con i più importanti architetti del tempo.
Tra il 1476 e il 1487 fece edificare una suntuosa villa, che portò il suo nome (ora Villa La Bugia) sull'altura di Montici (Santa Margherita a Montici, nei dintorni di Firenze), nella quale risiedette anche Francesco Guicciardini.

## Discendenza
Piero sposò Papina Ardito, dalla quale ebbe un figlio, Francesco.